# Alfred Döblin
Alfred Döblin, född 10 augusti 1878 i Stettin, död 26 juni 1957 i Emmendingen, var en tysk modernistisk författare av judisk härkomst. Han var bror till skådespelaren Hugo Döblin.

## Liv och verk
Alfred Döblin flyttade med sin utblottade mor till släktingar i Berlin vid tio års ålder sedan fadern, som var skräddare, rymt till USA med en kvinnlig anställd. Efter skolgång utbildade sig Döblin åren 1900–1905 till läkare i Freiburg im Breisgau, varefter han bosatte sig i Berlin där han – efter en period som militärläkare under första världskriget följt av tjänster vid ett par olika sjukhus – arbetade som fattigläkare (Kassenarzt). Döblin började skriva redan under gymnasietiden. Tillsammans med Herwarth Walden grundade han så småningom den expressionistiska konst- och litteraturtidskriften Der Sturm. Vidare skrev han en historisk roman om Wallenstein med förklädd nutida samhällskritik. Berge, Meere und Giganten är däremot en framtidsskildring om mänsklighetens utveckling mot barbari. 
Alla verk av honom utom romanen Wallenstein brändes under bokbålen runtom i Nazityskland 1933. Samma år flydde han till Frankrike och 1940 till USA, där han året efter övergick till kristendomen, konverterade till katolicismen och döptes. Under åren i USA arbetade Döblin med filmmanuskript i Hollywood. Han återvände till Tyskland efter andra världskrigets slut och verkade för att kulturen skulle återupprättas i landet efter nazisternas missbruk av den. Besvikelse över hur detta arbete fortskred ledde till att han 1953 flyttade till Paris, men återvände svårt sjuk tre år senare och dog redan ett år därefter. 
Hans mest kända verk är romanen Berlin Alexanderplatz (1929) som utspelar sig i de fattiga judiska kvarteren i 1920-talets Berlin. Där får vi följa den just frisläppte straffången Franz Biberkopf och hans kamp för att leva hederligt i ett samhälle genomsyrat av korruption och politisk oro.

## Eftermäle

Ett östtyskt frimärke från 1978 föreställande Alfred Döblin.

Berlin Alexanderplatz har filmatiserats tre gånger, första gången 1931 av Piel Jutzi och andra gången 1980 som TV-serie i 13 avsnitt av Rainer Werner Fassbinder.  År 2020 genomfördes en tredje filmatisering i regi av Berhan Qurbani i vilken handlingen förlagd till 2020-talets Berlin.
Den svenske författaren Carl-Johan Charpentier har skrivit två böcker som utgör ett slags modern Berlin Alexanderplatz: "Frihetens enklav" (1983) och "Berlin Schivelbein" (2010), och har även författat essän "Stettin-Berlin-Szczecin" om Döblinmiljöer i Stettin och Berlin. 2012 utkom Charpentier med boken Widebum, widebum - anteckningar kring Alfred Döblins adresser där han kartlägger Döblins tid i Stettin och Berlin, och besöker samtliga Döblinmiljöer i de båda städerna (ISBN 978-91-637-1615-7).

## Romaner i urval
- Die drei Sprünge des Wang-lun (1916)
- Wadzeks Kampf mit der Dampfturbine (1918)
- Wallenstein, expressionistisk historisk roman (1920)
- Berge, Meere und Giganten (1924)
- Berlin Alexanderplatz. Die Geschichte vom Franz Biberkopf (1929)
  - Berlin Alexanderplatz|Berlin Alexanderplatz: berättelsen om Frans Biberkopf, översättning: Torsten Nordström (Bonnier, 1934)
  - Berlin Alexanderplatz: historien om Franz Biberkopf, översättning: Ulrika Wallenström (Ekstrand, 1978)
- Babylonische Wandrung (1934)
- Pardon wird nicht gegeben (1935)
- Hamlet oder Die lange Nacht nimmt ein Ende (1956)

## Reseskildring
- Reise in Polen (1925)
  - Resa i Polen, översättning Peter Handberg (Stockholm : Bokförlaget Faethon, 2019)